# Fahad Al-Muwallad
Fahad Mosaed Al-Muwallad  (Djedda, 14 september 1994) is een voetballer uit Saoedi-Arabië. Hij speelt het liefst als vleugelaanvaller en staat momenteel onder contract bij Al-Ittihad, dat hem sinds de winter van 2018 verhuurt aan de Spaanse club Levante.

## Loopbaan
Al-Muwallad startte zijn professionele carrière op 16-jarige leeftijd: hij debuteerde op 7 februari 2012 bij Al-Ittihad.
1 Al-Mayouf ·
2 Al-Harbi ·
3 Osama Hawsawi ·
4 Al-Bulaihi ·
5 Omar Hawsawi ·
6 Al-Breik ·
7 Al-Faraj ·
8 Al-Shehri ·
9 Bahebri ·
10 Al-Sahlawi ·
11 Al-Khaibri ·
12 Kanno ·
13 Al-Shahrani ·
14 Otayf ·
15 Al-Khaibari ·
16 Al-Mogahwi ·
17 Al-Jassim  ·
18 Al-Dawsari ·
19 Al-Muwallad ·
20 Assiri ·
21 Al-Mosailem ·
22 Al-Owais ·
23 M. Hawsawi ·
Coach: Pizzi